# Gilet (kleding)

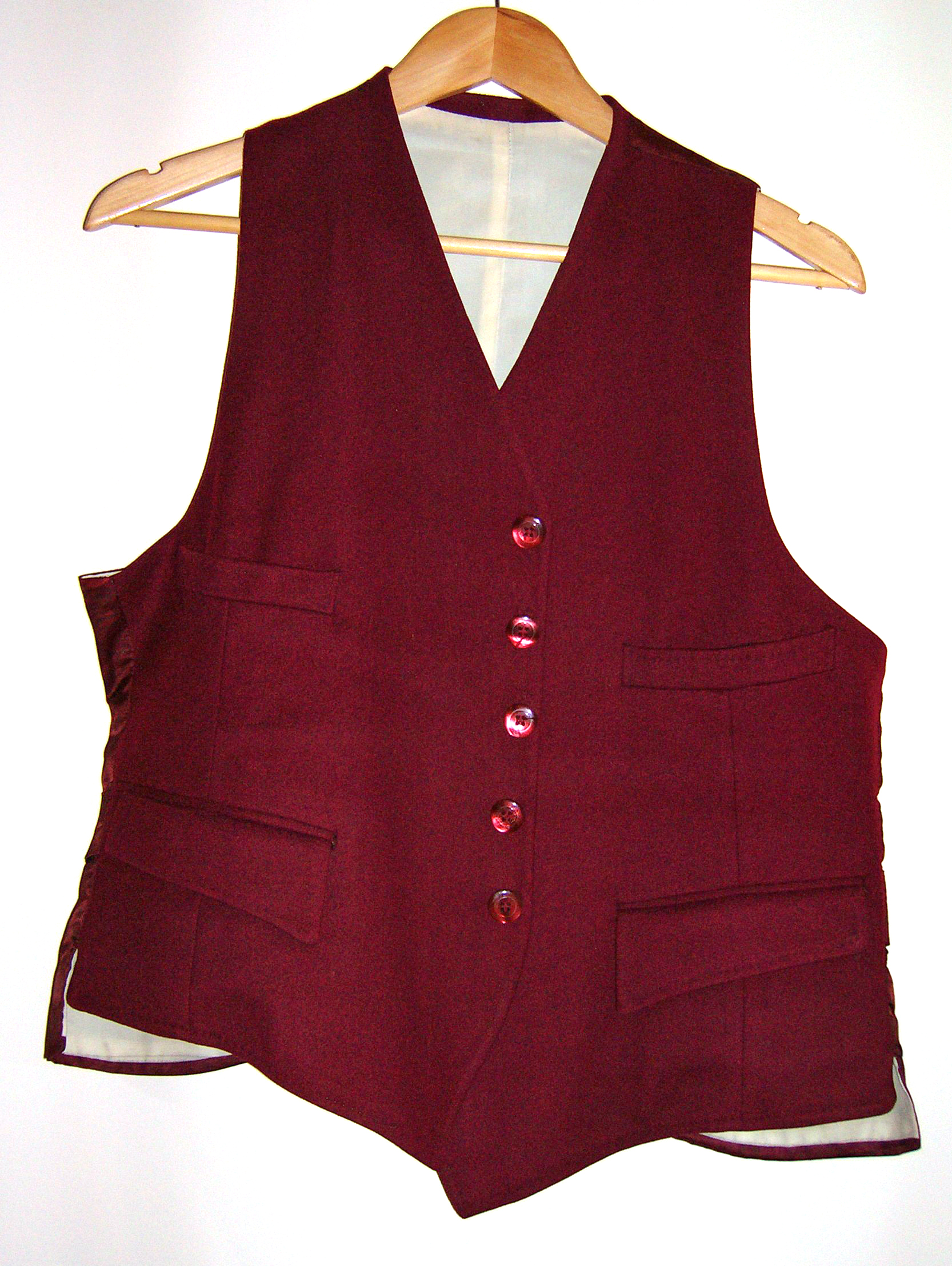
Gilet

Een gilet is een mouwloos vest, een kledingstuk dat oorspronkelijk gedragen wordt als onderdeel van een driedelig pak, dat gevormd wordt door de combinatie colbert, pantalon en gilet. Het kan worden gedragen over een overhemd of T-shirt, met of zonder een colbert of jas daaroverheen.

## Kenmerken en gebruik
De voorkant van een gilet is verticaal verdeeld in twee delen die aan elkaar vast zitten door middel van knopen. Er bestaan zowel gilets met een enkele rij knopen, als met een dubbele rij knopen ("double-breasted" ). 
Voordat polshorloges populair werden, droegen mannen zakhorloges. Deze droeg men in de zak van een gilet en men maakte de horlogeketting vast aan een knoopsgat. Na de Eerste Wereldoorlog werden polshorloges populairder en daarmee verloor het gilet een belangrijke functie. Daarnaast verbergt een gilet de bretels die een man eronder draagt. Het werd dan ook gezien als een faux pas om onder een gilet een riem te dragen.
Net als bij een colbert, is het ook bij een gilet de gewoonte om het onderste knoopje open te laten. Dit zou voortkomen uit het feit dat koning Eduard VII zijn onderste knoopje niet dicht deed omdat het anders te strak zou zitten. Andere verhalen zeggen dat hij vergat zijn onderste knoopje dicht te doen en dat anderen dit van hem kopieerden. Het openlaten van het onderste knoopsgat zorgt ervoor dat als een man gaat zitten het gilet niet te strak gaat zitten. Een uitzondering hierop vormt het gilet dat wordt gedragen als onderdeel van avondkleding.

### Overdag
Gilets worden meestal gedragen als onderdeel van een driedelig pak, waarvan het colbert een enkele rij knopen heeft. Gilets hebben meestal een enkele rij knopen, alhoewel er ook gilets bestaan met een dubbele rij knopen. Gewoonlijk hebben gilets met een enkele rij vier tot zes knopen, al zijn ook hierop variaties mogelijk. Bij een driedelig pak heeft het giletje dezelfde kleur als het colbert en de pantalon, maar er wordt ook weleens een anderskleurig gilet gedragen bij een tweedelig pak. Bij het jacquet, een zeer formeel en oud kostuum heeft het gilet ook vaak een andere kleur dan het colbert en de pantalon.

### Avondkleding
Het gilet is ook onderdeel van de traditionele vormen van avondkleding, het rokkostuum en de (driedelige) smoking. Hierbij worden wel alle knoopjes dichtgedaan. Deze gilets zijn lager uitgesneden en hebben vaak geen stof aan de rugzijde zitten. Bovendien hebben deze gilets maar drie knoopjes of twee rijen van drie knoopjes. Bij het rokkostuum is het gilet altijd wit en bij de smoking is het gilet altijd zwart. Ze hebben dus dezelfde kleur als de bijbehorende vlinderdas.